# Soizé
Soizé ist eine Ortschaft und eine ehemalige französische Gemeinde mit 336 Einwohnern (Stand: 1. Januar 2022) im Département Eure-et-Loir in der Region Centre-Val de Loire. Sie gehörte zum Arrondissement Nogent-le-Rotrou und zum Kanton Brou. Die Einwohner werden Soizéens genannt.
Mit Wirkung vom 1. Januar 2019 wurden die früheren Gemeinden Authon-du-Perche und Soizé zur namensgleichen Commune nouvelle Authon-du-Perche zusammengeschlossen und haben dort den Status einer Commune déléguée. Der Verwaltungssitz befindet sich im Ort Authon-du-Perche.

## Geographie
Soizé liegt etwa 46 Kilometer südwestlich von Chartres in der Landschaft Perche. Umgeben wird Soizé von den Ortschaften Authon-du-Perche im Norden, Charbonnières im Nordosten und Osten, La Bazoche-Gouet im Südosten, Saint-Ulphace im Süden und Südwesten sowie Saint-Bomer im Westen und Nordwesten.

## Bevölkerungsentwicklung
| Jahr                       | 1962 | 1968 | 1975 | 1982 | 1990 | 1999 | 2006 | 2013 |
| Einwohner                  | 466  | 377  | 360  | 293  | 268  | 249  | 274  | 306  |
| Quellen: Cassini und INSEE |      |      |      |      |      |      |      |      |

## Sehenswürdigkeiten
- Kirche Saint-Thomas aus dem 12. Jahrhundert, seit 2012 Monument historique

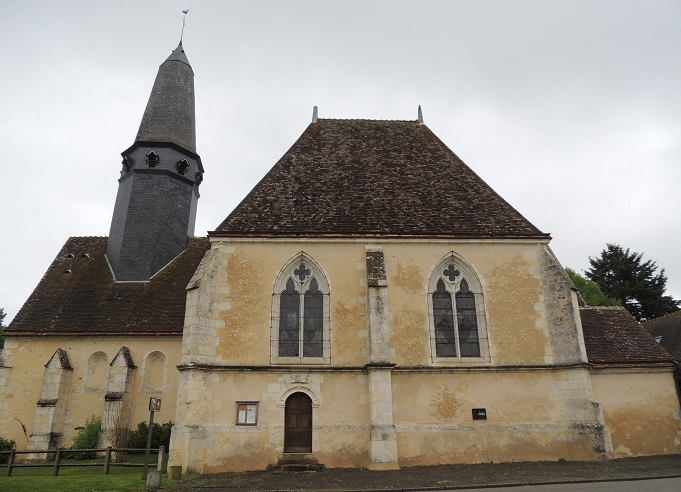
Kirche Saint-Thomas

- Pfarrhaus aus dem 19. Jahrhundert